# Henryk Grzelak

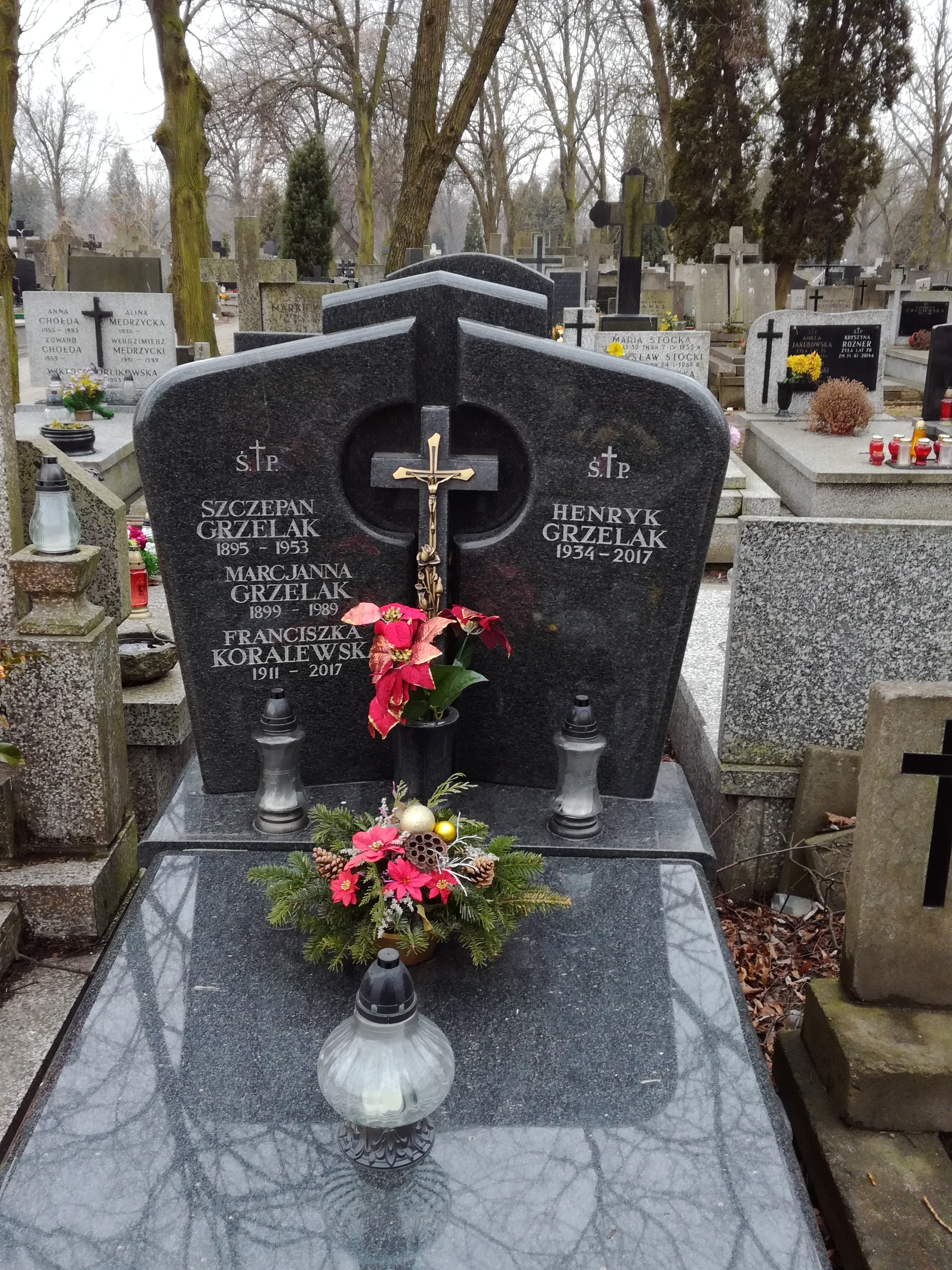
Grób Henryka Grzelaka na cmentarzu Bródnowskim

Henryk Grzelak (ur. 1934, zm. 1 września 2017) – polski brydżysta, mistrz międzynarodowy w brydżu sportowym.

## Życiorys
Z wykształcenia był inżynierem mechanikiem. Jako brydżysta reprezentował barwy klubu Singleton Warszawa. Był członkiem Polskiego Związku Brydża Sportowego. Posiadał tytuł mistrza międzynarodowego w brydżu sportowym. Jako zawodnik aktywny był do końca sierpnia 2017 biorąc udział w turnieju klubowym BridgeNet. Zmarł 1 września 2017 i został pochowany na cmentarzu Bródnowskim w Warszawie (kw. 2F-3-3).